# 30 anni (singolo)
30 anni è un singolo della cantautrice italiana Ginevra, pubblicato il 17 gennaio 2025 come terzo estratto dal secondo album in studio Femina.

## Descrizione
Il brano, scritto dalla stessa cantautrice con Martino Consigli, è prodotto da Domenico Finizio, Francesco e Marco Fugazza, in arte Suorcristona, e ha anticipato l'uscita dell'album Femina, pubblicato il 24 gennaio 2025.

## Video musicale
Il video musicale, diretto da Silvia Violante Rouge, è stato pubblicato in concomitanza all'uscita del brano attraverso il canale YouTube dell'Asian Fake.

## Tracce
Testi di Ginevra Lubrano e Martino Consigli, musiche di Ginevra Lubrano e Francesco Fugazza.
1. 30 anni – 3:44